# Ostfriesische Inseln
Die Ostfriesischen Inseln sind eine Gruppe deutscher Nordseeinseln. Als Düneninseln aufgereiht liegen sie vor der niedersächsischen Festlandsküste, entlang der Ostfriesischen Halbinsel. Die Inselgruppe erstreckt sich über rund 90 Kilometer Länge von West nach Ost zwischen den Mündungen von Ems und Jade beziehungsweise der Weser, und ist zwischen 3,5 und 10 Kilometer dem Festland vorgelagert. Zwischen den Inseln und dem Festland befinden sich ausgedehnte Wattbereiche, sie nehmen eine größere Fläche ein als die Inseln selbst. Den Inseln vorgelagert liegt das Küstenmeer. Die Inseln, das umgebende Watt sowie das Küstenmeer (Naturschutzgebiet „Küstenmeer vor den ostfriesischen Inseln“) stehen in einer engen ökologischen Beziehung. Die Inselgruppe ist Teil des größten Wattenmeeres in der Nordsee und umfasst etwa fünf Prozent des Nationalparks Niedersächsisches Wattenmeer. Naturräumlich stellen die Ostfriesischen Inseln die Haupteinheit 613 dar.

## Gliederung
Die flächenmäßig größte ist die westlichste Insel Borkum, die weiteren bewohnten Inseln sind von West nach Ost: Juist, Norderney mit der größten Stadt auf den Inseln, Baltrum, Langeoog, Spiekeroog und Wangerooge. Ferner gibt es noch sechs weitere, kleine, unbewohnte Inseln: Lütje Hörn östlich und die Brauerplate nördlich von Borkum, Memmert und die Kachelotplate südwestlich von Juist, Minsener Oog als aufgespülte Insel südöstlich von Wangerooge sowie Mellum am östlichen Rand der Inselkette, die nach der Abgrenzung durch das Bundesamt für Naturschutz nicht mehr zu den Ostfriesischen Inseln gehört, sondern zu den Watten im Elbe-Weser-Dreieck. Westlich von Borkum schließen sich die zu den Niederlanden gehörenden Westfriesischen Inseln an.

## Übersicht der Inseln und Sandplaten
In der folgenden Tabelle sind grundlegende Informationen über die Inseln und Sandplaten zu finden. Hellgelb hervorgehoben sind dabei die unbewohnten und nicht inkommunalisierten Sandplaten.
| Insel/Sandplate                            | Wappen                                     | Gemeinde                                   | Landkreis                                  | Landfläche in km² (2004 /2009) | Abstand zum Festland in km (2004) | Bevölkerung (Stand: 31. Dezember 2024) | Bevölkerungsdichte pro km² | Karte                |
| ------------------------------------------ | ------------------------------------------ | ------------------------------------------ | ------------------------------------------ | ------------------------------ | --------------------------------- | -------------------------------------- | -------------------------- | -------------------- |
| Borkum                                     |                                            | Stadt Borkum                               | Leer                                       | 30,97                          | 10,5                              | 4325                                   | 140                        |                      |
| Bant                                       |                                            | untergegangene Insel                       | untergegangene Insel                       | untergegangene Insel           | untergegangene Insel              | untergegangene Insel                   | untergegangene Insel       | untergegangene Insel |
| Brauerplate                                |                                            | nicht inkommunalisiert                     | nicht inkommunalisiert                     | …                              | 18,4                              | unbewohnt                              | −                          |                      |
| Kachelotplate                              |                                            | nicht inkommunalisiert                     | nicht inkommunalisiert                     | 1,72                           | 17,1                              | unbewohnt                              | −                          |                      |
| Lütje Hörn                                 |                                            | Insel Lütje Hörn 1                         | Leer                                       | 0,31                           | 12,5                              | unbewohnt                              | −                          |                      |
| Memmert                                    |                                            | Nordseeinsel Memmert 1                     | Aurich                                     | 5,17                           | 13                                | unbewohnt 2                            | −                          |                      |
| Juist                                      |                                            | Juist                                      | Aurich                                     | 16,43                          | 8                                 | 1136                                   | 69                         |                      |
| Buise                                      |                                            | untergegangene Insel                       | untergegangene Insel                       | untergegangene Insel           | untergegangene Insel              | untergegangene Insel                   | untergegangene Insel       | untergegangene Insel |
| Norderney                                  |                                            | Stadt Norderney                            | Aurich                                     | 26,29                          | 3                                 | 5343                                   | 203                        |                      |
| Baltrum                                    |                                            | Baltrum                                    | Aurich                                     | 6,5                            | 4,5                               | 471                                    | 72                         |                      |
| Langeoog                                   |                                            | Langeoog                                   | Wittmund                                   | 19,67                          | 5                                 | 1358                                   | 69                         |                      |
| Spiekeroog                                 |                                            | Spiekeroog                                 | Wittmund                                   | 18,25                          | 6,5                               | 650                                    | 36                         |                      |
| Wangerooge                                 |                                            | Wangerooge                                 | Friesland                                  | 7,94                           | 6,5                               | 1026                                   | 129                        |                      |
| Minsener Oog künstlich aufgespült          |                                            | Wangerooge                                 | Friesland                                  | 2,2                            | 3,5                               | unbewohnt                              | −                          |                      |
| Mellum 3                                   |                                            | nicht inkommunalisiert                     | nicht inkommunalisiert                     | 4,9                            | 6                                 | unbewohnt                              | −                          |                      |
| Ostfriesische Inseln (nur bewohnte Inseln) | Ostfriesische Inseln (nur bewohnte Inseln) | Ostfriesische Inseln (nur bewohnte Inseln) | Ostfriesische Inseln (nur bewohnte Inseln) | 126,05                         | −                                 | 14.309                                 | 129                        |                      |

## Geografie

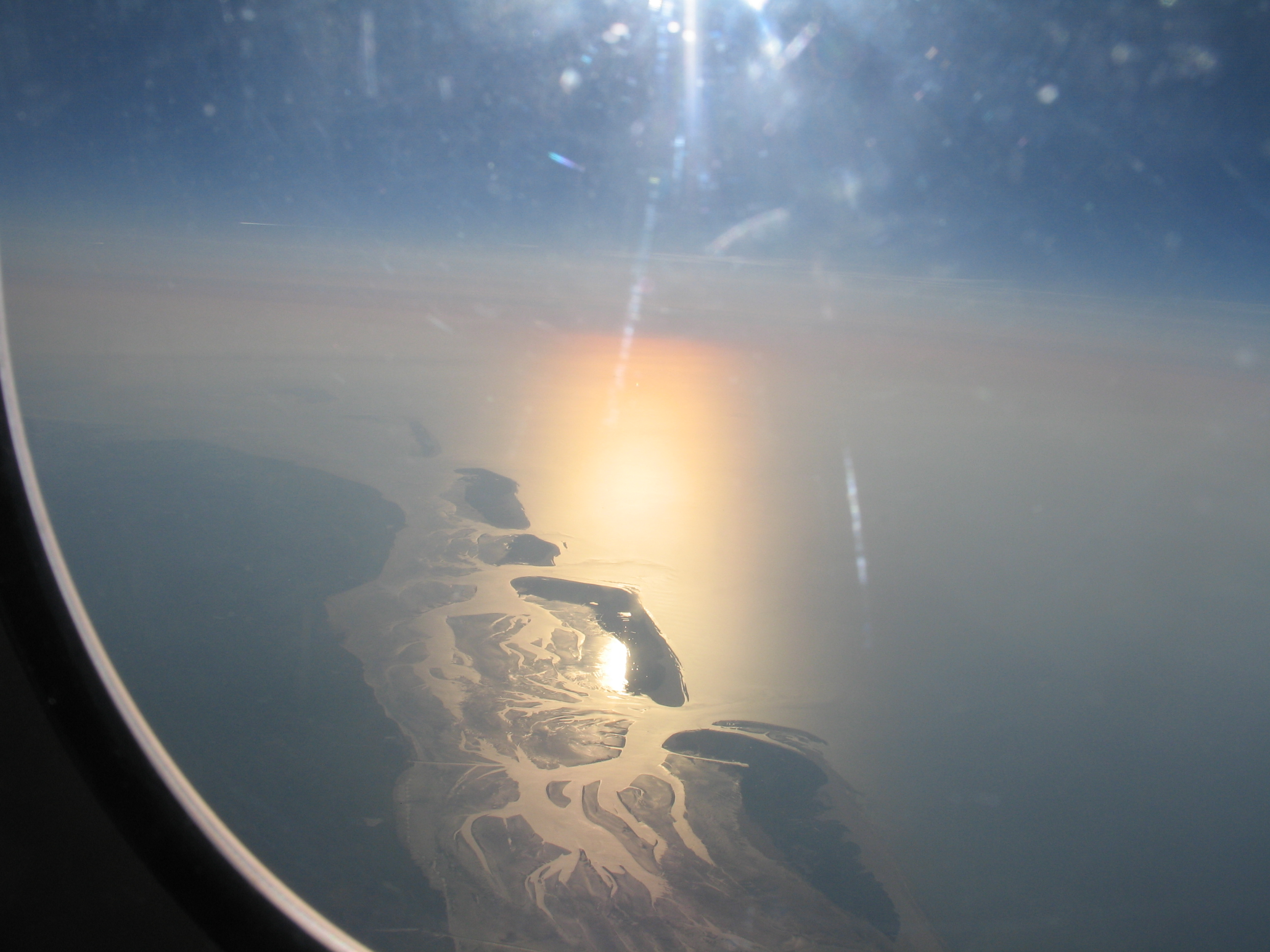
Die Ostfriesischen Inseln, von Spiekeroog (unten) bis Borkum (oben)

Die Inseln verfügen zur Seeseite hin über Sandstrände. Im Inneren bestehen sie aus Dünenbildungen verschiedenen Alters, während sie zur Festland zugewandten Seite hin in Salzwiesen zum Watt übergehen.
Durch die zwischen den Inseln liegenden Seegatten strömt das Wasser gezeitenbedingt an den Inseln vorbei auf die Watten und wieder zurück auf die See. In diesen Tiderinnen sind die Gezeitenströmungen sehr stark. Auf Grund der vorherrschenden Hauptströmung von West nach Ost nagt das Wasser an den Westseiten der Inseln, während sich am Osten Sand ablagert. Dies führte über Jahrhunderte dazu, dass Siedlungen an der Westseite aufgegeben wurden und Neubauten im östlichen Bereich entstanden. Durch Befestigungen der Inseln konnte diese Wanderung im Laufe des 20. Jahrhunderts stark gebremst werden. Einzelne Sandbänke wandern heutzutage noch jährlich rund hundert Meter. Gegenwärtig beträgt die Ostbewegung der Inseln noch einige Meter pro Jahr, wobei einige Inseln mehr wandern als andere (beispielsweise Spiekeroog kaum, Wangerooge dagegen mehr).
Memmert, Lütje Hörn, Mellum und Minsener Oog sind unbewohnt. Die letztere wurde erst Anfang des 20. Jahrhunderts zum Schutz der Fahrrinne der Jade nach Wilhelmshaven künstlich angelegt. Die Kachelotplate zwischen Borkum und Juist ist eine Sandbank.
Die Inseln Norderney, Baltrum, Langeoog, Spiekeroog und Wangerooge sind während der Ebbe per Wattwanderung vom Festland aus erreichbar. Bei Niedrigwasser fällt das Watt mit Ausnahme einiger Fahrwasser (Priele) bis zum Festland trocken.
Norderney ist das östliche Ende der früheren Insel Buise. Weitere ehemalige ostfriesische Inseln sind Burchana und Bant.

### Entstehung
Nach der heute favorisierten „Platen-Hypothese“ sind die heutigen Inseln einzig das Ergebnis von Meeresablagerungen durch die Kräfte von Strömungen, Seegang und Wind sowie Sturmfluten. „Geestkerne“ wie die Nordfriesischen Inseln besitzen sie nicht (mehr). Soweit vorhanden, wurden Geestkerne nacheiszeitlich im jüngeren Atlantikum und im Subboreal (vor 2000 bis 5000 Jahren) von marinen Sedimenten überdeckt.

### Sturmfluten
Die Ostfriesischen Inseln und ihre Einwohner sind seit Jahrhunderten von schlimmen Sturmfluten betroffen, die im Abstand von einigen Jahrzehnten auftreten. Die Weihnachtsflut 1717, die Februarflut 1825 und die Neujahrsflut von 1855 forderten viele Todesopfer. Auch von der Sturmflut 1962 und der Allerheiligenflut 2006 wurden mehrere Ostfriesischen Inseln getroffen. Dabei entstanden schwere Sachschäden. Durch die globale Erwärmung treten Sturmfluten immer häufiger auf. Je öfter heftige Sturmfluten auf die Küste treffen, desto größer sind die Schäden und es wird immer mehr Sand immer schneller weggespült.

### Anstieg des Meeresspiegels
Durch den weltweiten Anstieg des Meeresspiegels infolge der globalen Erwärmung sind auch große Teile der Ostfriesischen Inseln in ihrer Existenz bedroht. Die Inseln liegen nur wenige Meter über Normalhöhennull. Forscher warnen, dass Borkum, Juist, Norderney, Spiekeroog und Langeoog sowie große Gebiete von Föhr irgendwann überflutet werden könnten. Unter anderem wegen der kleiner werdenden Landfläche steigen auch die Immobilienpreise auf einigen Inseln. Durch die Erderwärmung treten Sturmfluten immer häufiger auf. Je öfter heftige Sturmfluten auf die Küste treffen, desto größer sind die Schäden und es wird immer mehr Sand immer schneller weggespült. Mit teuren technischen Maßnahmen, zum Beispiel Aufspülungen oder Sandvorspülungen, versuchen Einwohner der Ostfriesischen Inseln, die schlimmen Folgen von Meeresspiegelanstieg und Sturmfluten abzumildern.

## Wirtschaft und Politik
| Insel      | Gäste     | Übernachtungen |
| ---------- | --------- | -------------- |
| Borkum     | 300.889   | 2.245.256      |
| Juist      | 134.375   | 869.305        |
| Norderney  | 573.785   | 3.778.172      |
| Baltrum    | 57.187    | 416.446        |
| Langeoog   | 233.659   | 1.567.576      |
| Spiekeroog | 87.490    | 613.925        |
| Wangerooge | 123.987   | 880.186        |
| gesamt     | 1.511.372 | 10.370.866     |

Der Hauptwirtschaftszweig aller Inselgemeinden ist heute nahezu ausschließlich der Tourismus. Sie sind beliebte Ausflugsziele und verfügen über entsprechende touristische Infrastruktur, sodass sie als Nordseeheilbäder staatlich anerkannt worden sind. Während der COVID-19-Pandemie in Deutschland wurden die Gefahren aufgezeigt, die entstehen, wenn die Einnahmen aus dem Tourismus ausbleiben. Traditionell wurde dort hauptsächlich Fischfang betrieben. Dieser ist, ebenso wie die früher dort betriebene Landwirtschaft, seit Ende des 20. Jahrhunderts bedeutungslos geworden bzw. fast völlig verschwunden. So wurde die Milchwirtschaft und -verarbeitung auf Norderney 1978 aufgegeben. In geringem Maße wird noch Heu für die zahlreichen Pferde produziert. Ein kleiner parallel zum Tourismus bestehender Wirtschaftszweig ist das Gesundheitswesen mit Reha-Kliniken sowie balneologischen und anderen therapeutischen Einrichtungen.
Die größte Insel, Borkum, musste 1996 mit der Schließung ihres Marinestützpunkts den Verlust von über 20 Prozent ihrer Arbeitsplätze verkraften. Viele Insulaner wurden damals auf andere Bundeswehrstandorte versetzt.
Wangerooge und Minsener Oog liegen nicht mehr im politischen Ostfriesland, sondern im Oldenburger Friesland, werden aber geographisch zu den Ostfriesischen Inseln gezählt.
Östlich der Ostfriesischen Inseln, der Wesermündung vorgelagert, liegt der Hochsand Hoher Knechtsand, der früher eine Insel war. Weitere niedersächsische, aber nicht mehr zu den Ostfriesischen Inseln gehörige Inseln sind die künstlichen Watteninseln Langlütjen I und II.

## Kulturlandschaftsraum
Der Kulturlandschaftsraum Nordseeinseln und Wattenmeer umfasst ein 2750 km² großes Gebiet, in dem die Ostfriesischen Inseln liegen. Diese Zuordnung zu den Kulturlandschaften in Niedersachsen hat der Niedersächsische Landesbetrieb für Wasserwirtschaft, Küsten- und Naturschutz (NLWKN) 2018 getroffen. Ein besonderer, rechtlich verbindlicher Schutzstatus ist mit der Klassifizierung nicht verbunden.

## Merksätze zur Inselreihenfolge
Zum Einprägen der Reihenfolge der Inseln haben sich im Laufe der Zeit einige Merksätze, auch Eselsbrücken genannt, eingebürgert. Jeder Anfangsbuchstabe der Wörter steht für eine der Inseln, wobei Juist oft mit dem Buchstaben „I“ veranschaulicht wird. Einer der bekanntesten Merksätze lautet (Reihenfolge der Inseln von Ost nach West):

„Welcher Seemann liegt bei Nacht im Bett?“

(Wangerooge – Spiekeroog – Langeoog – Baltrum – Norderney – Juist – Borkum)
Am häufigsten variiert die Bedeutung des Buchstaben „N“: Nanni, Nebel, Nelly, Nina.
Eine neuere Form von West nach Ost und mit korrekter Verwendung aller Buchstaben ist: „Bei jeder Nordseeinsel buddeln lustige Seemänner Wattlöcher!“
Darüber hinaus gibt es eine Vielzahl weiterer Varianten.

### Krimis
- Gaby Kaden: Küstengötter: Ein Ostfriesland-Krimi. CW Niemeyer Buchverlage GmbH, Hameln 2017, ISBN 978-3-8271-9475-6.
- Regine Kölpin: Möwenschrei und Meuchelmorde – Die mörderische Vergangenheit der Ostfriesischen Inseln. Wellhöfer Verlag, Mannheim 2015, ISBN 978-3-95428-164-0.